# 1388 Aphrodite
1388 Aphrodite este un asteroid din centura principală, descoperit pe 24 septembrie 1935, de Eugène Delporte.